# MÁV 480 sorozat
A MÁV 480 sorozat a MÁV-START Zrt. legújabb beszerzésű, Bombardier TRAXX típusú villamosmozdonyai. A mozdonysorozat 25 tagjának szállítása 2011 nyara és 2012 februárja között valósult meg.

## Története
A MÁV 2007 őszén írt ki újabb villamosmozdony-beszerzési pályázatot. A pályázatra a Siemens a EuroSprinter, az Alstom a Prima, a Bombardier Transportation pedig a TRAXX mozdonycsaláddal jelentkezett.
A pályázatot a Bombardier cég nyerte, így ők szállíthatták a MÁV részére a 25 darab villamosmozdonyt. A szállítási szerződést 2008. november 25-én írták alá, az első 25 mozdony vételára darabonként 3 094 000 euró volt.
A MÁV-TRAKCIÓ Zrt. és a finanszírozó bankok közötti tárgyalások 2009 augusztusában befejező szakaszba érkeztek. Az első jármű szállítási határideje a finanszírozási szerződés aláírásától számított 16 hónap volt, de a válság miatt felszabaduló kapacitásoknak köszönhetően már 2010 végén megkezdődött a mozdonyok gyártása. Az első mozdony 2010. október 23-án érkezett, melyet havonta további kettő követett.
A MÁV által megrendelt kétáramrendszerű mozdonyok 160 km/h sebességre alkalmasak, két áramrendszerük révén a 25 kV 50 Hz-es és 15 kV 16 2/3 Hz-es villamosüzemű pályákon is képes közlekedni. A mozdonysorozatot elsősorban a nemzetközi személyszállító vonatok, belföldi sebes- és gyorsvonatok valamint InterCityk továbbítására kívánják felhasználni.

## Finanszírozás
Az ügylet finanszírozásának teljes hiteligénye 79,6 millió euró, azaz (270 Ft/euró árfolyamon számítva) 21,5 milliárd forint. A beszerzés finanszírozása 48%-ban az Európai Beruházási Bank, 52%-ban a KfW Bank részvételével történne. A hitel futamideje 15 év, az első tőketörlesztés 2013 júniusában esedékes. A hitel fedezete a megvásárolni szándékozott mozdonyok lesznek, így állami, tulajdonosi (MÁV Zrt.) készfizető kezességvállalásra nem kerül sor.

## Hivatalos bemutató
2010. október 23-án délelőtt ért az országba a MÁV-TRAKCIÓ Zrt. legújabb mozdonya, a 480 001-es pályaszámú Bombardier TRAXX. A gép két napig a Bombardier telepén volt, majd október 25-én délelőtt mutatták be a Nyugati pályaudvaron. A gépet eseti engedéllyel helyezték üzembe. A gép hivatalos bemutatója délelőtt fél 11-kor kezdődött, ahol Zaránd György, a MÁV-Gépészet Zrt. vezérigazgatója tartotta az ünnepi beszédet.

## Próbaüzem
A 480 001-es néhány hétnyi magyarországi tesztüzem után visszatért a gyártóbázisra újabb próbafutások és beállítások miatt, majd 2011. január közepén érkezett vissza Hegyeshalomba.
A próbaüzem következő szakaszában, az úgynevezett „tartampróba” alatt, meghibásodás nélkül kell lefutnia 30 000 km-t, személyszállító vonatok élén. A 2011. február 15-én megkezdődött próbamenetek során a mozdony megfordult Pécsen, Szegeden, Miskolcon és közlekedett a kör IC viszonylatán is. Elektronikai hiba miatt 2011. február 22-én szolgálatképtelenné vált.
2011. április 29-én megérkezett a 480 002 pályaszámú mozdony, majd ezt követően júliusban a 003-as, 004-es, 005-ös és a 006-os, valamint augusztus elején a 007-es és 008-as gép is.
2011. november elején megérkezett a 480 015, 016, és a 017-es gép, december elején pedig a 018-as és 019-es is. Még karácsony előtt megérkezett a 020-as és a 021-es mozdony is.
2012 januárjában megjött a 480 022-es, 023-as és 024-es mozdony, amelyek még ebben a hónapban le is tették hatósági vizsgájukat. Az utolsó, 480 025 pályaszámú mozdony 2012. február 3-án kapta meg futásengedélyét.

## Üzemeltetés
A MÁV-START Zrt. jelenlegi[mikor?] elképzelései szerint a mozdonyok a Kör-IC-ken fogják a MÁV V43 sorozatot kiváltani. Ez a viszonylat Magyarország leghosszabb útvonala, nagy része a jövőben 160 km/h-s sebességre lesz átépítve, így szükség van az erős és gyors gépekre. További mozdonyok kerülnek a Pécsre tartó InterCity vonatok élére.  A 2012/2013-as menetrendváltástól a 480 001-006 mozdonyok kijárnak Romániába is, Temesvárra illetve Bukarestbe. 
2020. március 2-tól a 100a vasútvonalon is előfordulnak ingavonati üzemben halberstadti vezérlőkkel.
A mozdonyok ferencvárosi fűtőházhoz tartoznak.

## Modell
Mivel a mozdony a TRAXX mozdonycsalád tagja, így a modellgyártóknak nem kell új szerszámot készíteni a modell gyártásához, elég egy meglévő típust más színben kiadni. Legelőször N méretarányban jelent meg, melyet a Kiskunmodell forgalmaz. A mozdonyok a meglévő Trixx modellek átfestett, átdolgozott kiadásai lettek. A H0-s méretű kiadás először az A.C.M.E. jóvoltából vált elérhetővé 2011 nyarán. Az olasz gyártó a 480-001-es pályaszámú mozdony modelljét készítette el. Ezután a Piko követte az olaszokat, egy Expert szériás mozdonnyal, majd ősszel a Roco is kihozta a saját gépét. A történtek pikantériája, hogy mindhárom gyártó a 001-es pályaszámú mozdonyt modellezte le, de több kisszériás gyártó (pl. Quabla, Albertmodell) készített pályaszám-variánsokat is a kiadott modellek áttamponozásával. Hamarosan a Tillig is kiadta TT-ben a 002 pályaszámút, 2013-ban.

## Werbelok

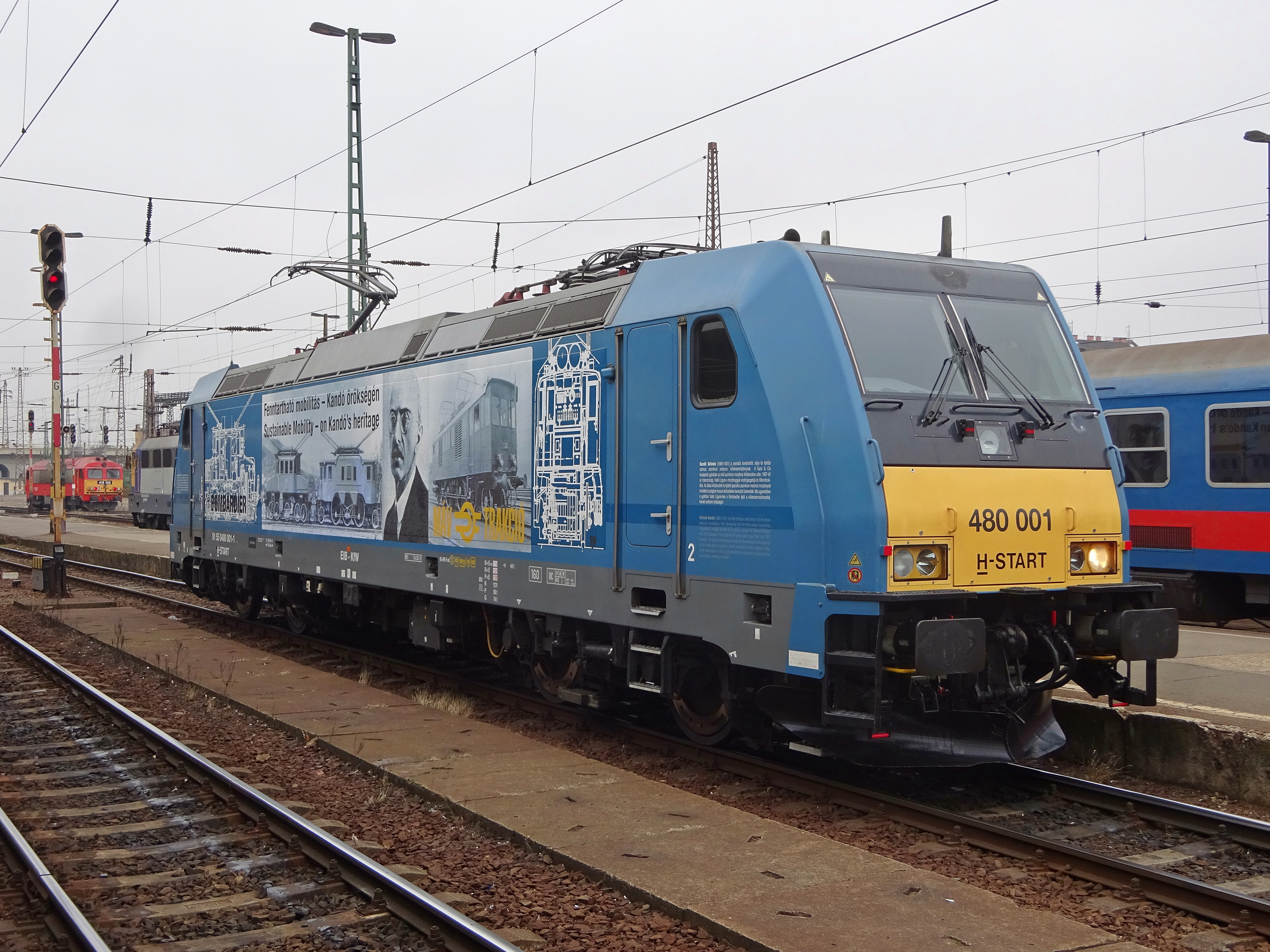
A Kandó Kálmán tiszteletére felmatricázott Traxx a Nyugati pályaudvaron

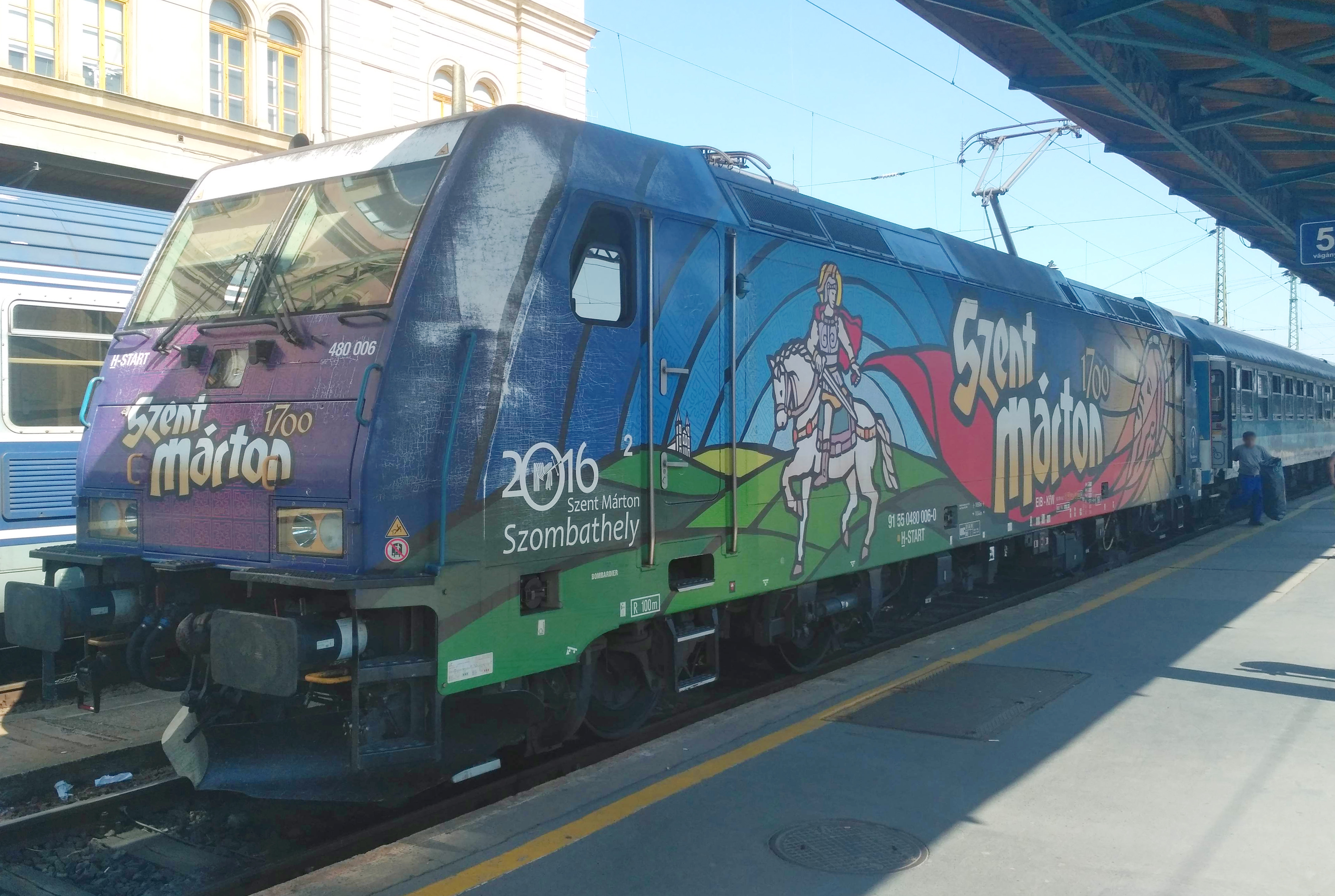
A Szent Márton-emlékévre felmatricázott mozdony a Keleti pályaudvaron

2011. augusztus 17-én bemutatták a MÁV-TRAKCIÓ Zrt. első Werbelokját a MÁV 480 001 szerepében. A mozdony Kandó Kálmánnak és az ipari frekvenciás villamos vontatásnak állít emléket.
A werbelok mozdonyok listája:
- 480 001: Kandó Kálmán - Fenntartható mobilitás
- 480 002: Tamási Áron 125 emlékév (1897-2022)
- 480 003: Szent István, Székesfehérvár
- 480 004: 170 éves a magyar vasút (1846-2016)
- 480 005: Mátyás király - Mátyás királlyá választásának 555. évfordulója (1458-2013)
- 480 006: Szent Márton
- 480 007: Rákóczi emlékmozdony
- 480 008: Toldi rajzfilmsorozat
- 480 009: Kajla - Hol vagy Kajla?
- 480 010: Zöld úton járunk
- 480 011: PLANET 2021 - Heroes of the Future
- 480 012: Rajzpályázat - Ha nagy leszek vasutas leszek!
- 480 013: Magyar Máltai Szeretetszolgálat
- 480 014: PLANET 2021 - Heroes of the Future
- 480 022: Weöres Sándor - Weöres Sándor Centenáriumi év 2013